# Viking Press
Viking Press è una casa editrice statunitense fondata nel 1925 da Harold K. Guinzburg e George S. Oppenheimer con un logo rappresentante una nave vichinga.

## Storia
Tra i primi autori che la casa ha pubblicato vi si trovano August Strindberg, Vita Sackville-West, Mohandas Gandhi, Bertrand Russell e Thorstein Veblen.
Negli anni trenta, Pascal Covici riuscì a portarvi John Steinbeck che poi rimase uno dei suoi autori di punta.
Tra gli autori più noti anche Sherwood Anderson, Jack Kerouac, Rebecca West, Saul Bellow e Graham Greene. Ma ha pubblicato anche libri di Arthur Miller, Stephen King, Thomas Pynchon, T. C. Boyle, Lawrence Durrell, William Burroughs, Ludwig Bemelmans, Rosanne Cash, Kim Edwards, Helen Fielding, Elizabeth Gilbert, Rumer Godden, Martha Grimes, Sue Monk Kidd e Steven Pinker. E tra gli autori stranieri Hannah Arendt, Octavio Paz, Jorge Luis Borges, J. M. Coetzee e Nadine Gordimer.

## La produzione libraria
È presieduta da Clare Ferraro e pubblica circa 100 libri nuovi all'anno. I suoi tascabili sono pubblicati da Penguin Books, Signet Books o Putnam Books.
È stata la prima casa a pubblicare i Finnegans Wake di Joyce. Quando nel 1989 pubblicò I versi satanici Salman Rushdie ricevette la fatwā di Ruhollah Khomeyni. Ha raccolto le lettere di Bruce Chatwin.
Ha avuto una collana chiamata The Viking Portable Library con importanti antologie di autori, tra cui Dorothy Parker (1944), Walt Whitman (1945), William Blake (1946), Anton Čechov (1947), Edgar Allan Poe (1951), Herman Melville (1952), Graham Greene (1973) e John Steinbeck (1980).

## Società affiliate
La Viking Children's Books è una casa editrice fondata nel 1933 all'interno della casa madre, fu diretta all'inizio da May Massee, che proveniva dalla Doubleday. In seguito la sezione per bambini della Viking fu diretta da Annis Duff, Velma V. Varner, George Nicholson, Linda Zuckerman e Regina Hayes.
Pubblica circa sessanta titoli all'anno. I suoi tascabili sono pubblicati presso Puffin Books e Firebird Books.

## Autori in lingua italiana in catalogo
- Silvia Avallone
- Luciano Bianciardi
- Giuseppe Antonio Borgese
- Paolo Giordano
- Margaret Mazzantini